# Beverly (Ohio)
Beverly è un villaggio degli Stati Uniti d'America, situato nello stato dell'Ohio, nella contea di Washington.